# Jesper Stålheim
Erik Jesper Stålheim, född 23 mars 1988 i Hammarö, är en svensk seglare. Han började segla i Skoghalls BS, men har under största delen av sin karriär tävlat för Kungliga Svenska Segelsällskapet.
Stålheim tävlade för Sverige vid olympiska sommarspelen 2016 i Rio de Janeiro, där han slutade på 16:e plats i laser-klassen.
2008 vann Stålheim JEM i laser i Frankrike. 2012 tog han EM-silver och 2013 EM-brons i laser. 2016 tog Stålheim EM-guld i laser.
Stålheim blev utsedd till Årets junior 2008 av Svenska Seglarförbundet. Han blev 2013 utsedd till Årets Seglare.